# Anaulacomera sororcula
Anaulacomera sororcula är en insektsart som beskrevs av Brunner von Wattenwyl 1891. Anaulacomera sororcula ingår i släktet Anaulacomera och familjen vårtbitare. Inga underarter finns listade i Catalogue of Life.